# Notos
Notos (także Notus; gr. Νότος Nótos ‘południe’ (strona świata), łac. Notus ‘wiatr południowy’, Auster ‘wiatr południowy’, ‘południe’) – w mitologii greckiej bóg i uosobienie wiatru południowego, utożsamiany z rzymskim Austerem.

## Opis
Uosabiał gorący, wilgotny, silny wiatr, wiejący z południa, niosący deszcze i mgły. W starożytnej Grecji jego imieniem oznaczano jedną ze stron świata – południe.
Uchodził za syna tytana Astrajosa i tytanidy Eos oraz za brata Fosforosa (Hesperosa; personifikacji planety Wenus), niektórych gwiazd (personifikacji gwiazd), Boreasza, Eurosa, Zefira, przypuszczalnie także Apeliotesa, Kajkiasa, Lipsa, Skirona (personifikacji wiatrów).
Kult jego był rozpowszechniony wśród żeglarzy i rolników. Składano mu w ofierze czarnego barana i koguta.
W sztuce przedstawiany jest jako młody mężczyzna z wielkimi skrzydłami u ramion, z naczyniem na wodę.
Wyobrażenie o bogu przejawia się w rzeźbie (fryz z I wieku p.n.e. z wizerunkami ośmiu skrzydlatych bogów wiatrów zdobiący Wieżę Wiatrów w Atenach).